# Corteo
Un corteo è un insieme di individui che procedono secondo un ordine prefissato e seguendo un percorso prestabilito. Si hanno cortei sia in ambito civile (in occasioni di manifestazioni politiche, sindacali, studentesche o altro), sia in ambito religioso (processioni, riti funebri).